# 彼爾姆大薩維諾機場
彼爾姆大薩維諾機場（俄语：Международный аэропорт Пермь） 是主要服務於俄羅斯彼爾姆的國際機場，位於彼爾姆西南方16公里（9.9英里），是一座軍民合用機場。